# Grundtvigs Hus
Grundtvigs Hus er en fredet gård i Præstø i det sydøstlige Sjælland. Den har fået navn efter den danske præst og digter N.F.S. Grundtvig, der boede der i halvandet år, mens han var præst i Præstø Kirke i 1821-1822. Den blev fredet i 1921.

## Historie
Bygningen blev opført til bager Frantz Dems i 1820-1821. Han genbrugte en del af tømmeret fra en tidligere bygning på stedet.
N. F. S. Grundtvig lejede en del af bygningen, da han blev sognepræst i Præstø Kirke fra juni 1821. Grundtvig vendte dog tilbage til København i 1822 for at blive præst i Vor Frelsers Kirke på Christianshavn. Han boede oprindeligt i en nu nedrevet bygning på Torvegade 25. Grundtvig blev valgt til Rigsdagen i Præstøkredsen i 1849.
En senere ejer murermester Niels Hansen udvidede bygningen mod nord i 1856 med to fag. Han opførte også en ny længe i 1862, hvorfra han drev et bryggeri.

## Arkitektur
Grundtvigs Hus er en lang bygning i ét plan. Den er gulkalket med sorte bindingsværk. Over indgangen mod gaden er en kvist i tre fag. Sidelængen fra 1862 er bygget i bindingsværk.